# Eromosele Albert
Eromosele Albert (* 27. Mai 1974 in Benin City) ist ein ehemaliger nigerianischer Profiboxer.

## Amateurkarriere
Als Amateur gewann Albert die Goldmedaille im Halbfliegengewicht bei den Militär-Weltmeisterschaften 1991 in Deutschland, die Silbermedaille im Weltergewicht bei den Commonwealth Games 1994 in Kanada und die Silbermedaille im Mittelgewicht bei den Afrikaspielen 1999 in Südafrika. 
Bei den Olympischen Spielen 1996 und den Olympischen Spielen 2000 schied er jeweils im ersten Kampf aus.

## Profikarriere
Für seine Profikarriere zog er in die USA und lebte in Miami. Von 2001 bis 2007 bestritt er 22 Kämpfe mit 21 Siegen, wobei er unter anderem Nurhan Süleymanoğlu und Luis Ramón Campas schlagen konnte. Im Mai 2008 unterlag er beim Kampf um den NABO-Titel in der ersten Runde gegen James Kirkland.
Im August 2009 verlor er nach Punkten gegen Saurbek Bajsangurow. 2011 beendete er seine Karriere nach zwei weiteren Niederlagen gegen Daniel Geale und Sam Soliman. Im Kampf gegen Geale ging es um den IBF-Weltmeistertitel im Mittelgewicht.